# Klon (gromada)
Klon – dawna gromada, czyli najmniejsza jednostka podziału terytorialnego Polskiej Rzeczypospolitej Ludowej w latach 1954–1972.
Gromady, z gromadzkimi radami narodowymi (GRN) jako organami władzy najniższego stopnia na wsi, funkcjonowały od reformy reorganizującej administrację wiejską przeprowadzonej jesienią 1954 do momentu ich zniesienia z dniem 1 stycznia 1973, tym samym wypierając organizację gminną w latach 1954–1972.
Gromadę Klon z siedzibą GRN w Klonie utworzono – jako jedną z 8759 gromad na obszarze Polski – w powiecie szczycieńskim w woj. olsztyńskim na mocy uchwały nr 27 WRN w Olsztynie z dnia 4 października 1954. W skład jednostki weszły obszary dotychczasowych gromad Stare Czajki i Zielone ze zniesionej gminy Świętajno, obszar dotychczasowej gromady Konrady ze zniesionej gminy Lipowiec oraz obszary dotychczasowych gromad Klon i Orzeszki, ponadto miejscowość Zawojki z dotychczasowej gromady Wilamowo oraz miejscowość Kilimany z dotychczasowej gromady Występ, ze zniesionej gminy Rozogi – w tymże powiecie. Dla gromady ustalono 10 członków gromadzkiej rady narodowej.
Gromadę zniesiono 1 stycznia 1960, a jej obszar włączono do gromad Rozogi (wsie Klon, Zawojki i Wujaki), Lipowiec (wsie Konrady, Stary Suchoros, Kaczory i Nowy Suchoros oraz osadę Orzeszki)  i Świętajno (wsie Chocholi Grąd, Stare Czajki i Zielone) w tymże powiecie.